# Beni Khellad
Beni Khellad (în arabă سوق الخميس) este o comună din provincia Tlemcen, Algeria.
Populația comunei este de 6.933 de locuitori (2008).